# Temalangeni Dlaminiová
Temalangeni Mbali Dlamini (* 16. července 1987 v Mbabane) je běžkyně ze Svazijska.
Zúčastnila se Letních olympijských her 2008 v Pekingu, kde startovala v atletice v běhu na 400 metrů. Vypadla v rozběhu časem 59,91 sekund. Zároveň byla vlajkonoškou Svazijska.